# Inés Esteban
Inés Esteban, död 1500, var en spansk barnpredikant. Hon brändes på bål av spanska inkvisitionen vid 12 års ålder. 
Inés Esteban var en judisk konvertit född år 1488 i Toledo. Inés var dotter till Juan Esteban, en skomakare och garvare. 
Hösten 1499, vid 11 års ålder, började Agnes få syner och predika. Hon sade att hon skulle stiga upp till himlen med sin döda mors hand i famnen, och där från de stora profeternas munnar ta emot det säkra löftet att Messias snart skulle anlända och, med honom, slutet på förtrycket och återkomsten till det utlovade landet. Ett budskap om hopp som snabbt vann henne många anhängare, särskilt bland judiska konvertiter: först i Herrera del Duque, och senare i många andra städer, byar och orter.
Nyheten om dessa visioner spred sig snabbt i den kryptojudiska gemenskapen. Detta utlöste den heliga inkvisitionsdomstolens agerande, som skickade åklagaren Fray Diego Martínez de Toledo till Herrera del Duque för att vinna Inés familjs förtroende och ta reda på vad som hände, eftersom de ansåg detta vara ett hot mot den katolska homogeniteten.
Inés Esteban arresterades av inkvisitionens heliga domstol i april 1500, som dömde Inés, hennes familj och andra inblandade till offentlig bränning för kätteri den 3 augusti 1500 i Talavera de la Reina, när Inés bara var 12 år gammal.